# Dalaffilla
Dalaffilla är en vulkan i Etiopien. Den ligger i den norra delen av landet, 600 km norr om huvudstaden Addis Abeba. Toppen på Dalaffilla är 613 meter över havet, eller 548 meter över den omgivande terrängen. Bredden vid basen är 10,8 km.
Terrängen runt Dalaffilla är kuperad norrut, men söderut är den platt. Runt Dalaffilla är det ganska glesbefolkat, med 31 invånare per kvadratkilometer. Det finns inga samhällen i närheten. Trakten runt Dalaffilla är ofruktbar med lite eller ingen växtlighet.